# Fufius lucasae
Espèce
Synonymes
- Fufius lucasi Guadanucci & Indicatti, 2004

Fufius lucasae est une espèce d'araignées mygalomorphes de la famille des Rhytidicolidae.

## Distribution
Cette espèce est endémique de l'État de São Paulo au Brésil,. Elle se rencontre vers São Paulo, Cotia et Itapecerica da Serra.

## Description
Le mâle holotype mesure 14,1 mm.
La femelle décrite par Ortega, Nagahama, Motta et Bertani en 2013 mesure 15,61 mm.

## Systématique et taxinomie
Cette espèce a été décrite par Guadanucci et Indicatti en 2004.

## Étymologie
Cette espèce est nommée en l'honneur de Sylvia Marlene Lucas.

## Publication originale
- Guadanucci & Indicatti, 2004 : « Redescription of Fufius funebris Vellard, 1924 and description of Fufius lucasae sp. n. with comments on Ctenochelus maculatus Mello-Leitão, 1923 (Mygalomorphae, Cyrtaucheniidae). » Revista Ibérica de Aracnología, vol. 10, p. 255-259 (texte intégral).